# Phantasy Star (игра)
Phantasy Star (яп. ファンタシースター Фантаси: Сута:, «Фантастическая Звезда») — первая игра серии Phantasy Star, разработанная Sega. Она выпущена для приставки Sega Master System в Японии 20 декабря 1987 года, в Северной Америке и Европе в 1988 году. Она считается одним из пионеров в жанре ролевых видео игр, обладая передовыми графическими новшествами, а также одной из первых сюжетных игр, выпущенных на Западе. Примечательна также тем, что это одна из первых игр с главным героем — женщиной.
Игра портирована как часть Phantasy Star Collection, выпущенной для консолей Sega Saturn и PlayStation 2 в Японии, и на Game Boy Advance в Северной Америке, где критики считают игру как исторически правильный шаг для своего жанра. Также выпущена для Virtual Console на Wii в 2009 году.

## Сюжет
Действие игры происходит в планетарной системе Алголь (англ. Algol), состоящей из трёх планет. Эти планеты — пышная и зелёная Палма (англ. Palma), засушливая и бесплодная Мотавия (англ. Motavia) а также ледяной и пустынный Дезорис (англ. Dezolis). История начинается с того момента, когда системой Алголь правит король Лассик (англ. Lassic), который из доброжелательного короля превращается в жестокого диктатора после принятия новой религии. После ряда жёстких политических преобразований, проявляются небольшие очаги восстания, но в основном они неэффективны против железной натуры Лассика. Когда Нэро (англ. Nero) — лидера одного из восстаний убивают полицейские — роботы, его сестра Алиса клянётся отомстить. После общения с жертвами угнетения Лассика, Алис решает быть менее злой и применять силу на освобождение жителей системы Алголь. Ей помогают Мяу (англ. Myau) — говорящий кот, Один (англ. Odin) — член армии восстания Нэро и маг Ной (англ. Noah) (Лутз (англ. Lutz) в японской версии и последующих английских играх). Вместе с ними Алис отправляется в путешествие по трём планетам. Она сталкивается с многочисленными личностями, такими как губернатор Мотавии или эксцентричный доктор Лувено (англ. Luveno), сталкивается против злой Медузы, способной взглядом превращать в камень, которая вполне возможно работает на Лассика. Кроме того, победы над бесконечным количеством врагов дают возможность получить оружие и предметы, необходимые для участия в финальной битве с королём Лассиком, которая определит судьбу системы Алголь.

## Игровой процесс
Phantasy Star — один из пионеров в жанре японских ролевых игр, оснащённая проходимыми надземными картами, интерактивными городами и подземельями. Игрок участвует в случайных встречах с врагами, как на земле, так и под нею, которые переводят игру из режима вида сверху в режим вида от первого лица. Уникальной фишкой среди игр подобного плана того времени было псевдотрёхмерность, применяемое в подземельях, эта фишка расхвалена как технологическая особенность. Также в центре внимания — анимация спрайтов врагов, которая показывала гораздо больше кадров чем другие подобные игры. Сражения проходят в пошаговом режиме с использованием комбинированных атак оружия и магии для победы над врагами. Возможность разговора, которая в будущем будет пересмотрена, была иногда полезной альтернативой, но применялась только в случае с несколькими врагами, способными общаться с Алис.

## Персонажи

### Протагонисты
Алис Ландэйл (яп. アリサ Алиса Ландил (англ. Alisa Landeel) в японской версии) — 15-летняя девочка, которая становится свидетелем смерти своего брата Нэро от рук полицейских — роботов Короля Лассика. Перед смертью Нэро сообщает Алис о воине по имени Один, который может помочь ей в поисках. Алис берёт на себя миссию брата — отомстить и победить Лассика. Вооружена мечом, лёгкой бронёй и щитом а также использует наступательную и целительную магию.
Мяу (яп. ミャウ) — говорящее кошкоподобное существо — интеллигент, именнуемое Мускусной Кошкой. Алис встречает его в зоомагазине на планете Мотавия, где владелец пытается продать кота за огромную сумму денег, но обменивает его на Лаконианский (англ. Laconian) горшок, предложенный Алис. Миссия Мяу — спасти воина Одина, превращённого в камень Медузой. У него есть лекарство, которое может спасти Одина, но он не может открыть бутылку и просит помощи у Алис. Мяу использует когти для атаки и более сильную целительную магию чем Алис. Он также может дезактивировать ловушки в подземельях. У него интересная реакция на орехи Лаерма (англ. Laerma), находимых на Дезорисе. Орехи делают Мяу более ценным персонажем в команде.
Один (яп. タイロン, Тайлон (англ. Tylon) в японской версии) — общий архетип воина, который может владеть оружием, недоступным для Алис, но не может использовать никакую магию. Алис находит его в подземном лабиринте, превращённого в камень Медузой. После возвращения в нормальное состояние, он охотно преследует Алис в стремлении свергнуть Короля Лассика. В дополнение к тяжёлой броне, щитам, топорам и мечам Один может использовать пистолеты, наносящие определённый урон и всегда без промахов атакует целые группы, вне зависимости от их скорости и обороны. Это делает его участие в команде полезным, несмотря на то, что на фоне других персонажей он ощутимо слабее.
Ной (яп. ルツ, Лутз (англ. Lutz) в японской версии) — финальный персонаж, присоединяемый к команде. Член мощного клана Эсперов (англ. Espers), людей наделённых невероятной силой магии, Ной обладает большим арсеналом заклинаний. Во время первой встречи его высокомерие заставляет Алис отказаться от его услуг в команде. Однако после просьбы губернатора Мотавии он соглашается помочь. Диаметрально противоположный Одину, волшебник, который плох в рукопашной бою позднее становится самым мощным персонажем в команде благодаря магическим способностям.

### Антагонисты
Медуза — злая колдунья и один из монстров Короля Лассика, преследующего цели в обеспечении собственного контроля над системой Алголь. Является одним из первых монстров, которая встречается на пути Алис, спасающей Одина из каменной тюрьмы в пещере на Палме. Её огромные и запутанные башни кишат врагами, готовыми остановить любого, кто появится в её владениях и найти её.
Король Лассик (англ. King Lassic, Король Рипар ля Чик (англ. King Reipard La Shiec) в японской версии) — основной злодей в игре. После того как первоначально доброжелательный правитель ввязывается в зловещую новую веру, она распространяется по всей системе Алголь. Во время его правления растут налоги и монстры стали свободно перемещаться по планетам. Жизнь горожан Алголя становится невыносимой, а полицейские — роботы Лассика безжалостно убивают всех кто посмел восстать против него.
Тёмная Сила (англ. Dark Force, известен также как Тёмный Водопад (англ. Dark Falls) или Тёмный Фальц (англ. Dark Falz) в японской версии) — основное зло, главный враг бытия, повторяющийся на протяжении всей серии. Сила новой религии и разрушительных политических реформ, которая через Лассика распространяет своё влияние на всю Солнечную Систему Алголь.

## История разработки
Phantasy Star впервые была выпущена для домашней консоли Sega Master System в Японии 20 декабря 1987 года. Позже игра появилась в США и Бразилии в 1987 и 1991 года соответственно. В Японии вновь выпущена уже для Sega Mega Drive в ограниченном издании. Позднее выпущена на трёх сборниках для консолей Sega Saturn, Game Boy Advance и PlayStation 2 (для последней в сборнике Phantasy Star Collection). Phantasy Star также появляется как открываемая игра в сборнике Sonic's Ultimate Genesis Collection для консолей Xbox 360 и PlayStation 3. после победы над первым боссом в игре Sonic the Hedgehog 2. Игра доступна на Wii.

### Ремейк
В 2003 году Phantasy Star получила расширенный ремейк, выпущенный для PlayStation 2 под названием Phantasy Star Generation 1 (яп. ファンタシースター generation 1 «Фантастическая Звезда: Первое Поколение»). Переиздание выполнено в улучшенной двухмерной графике. Кроме того, персонажи теперь общаются друг с другом, что раскрывает перед игроками их индивидуальность. Вторая и четвёртая части серии должны были получить аналогичные переиздания и планировали издать на территории Северной Америки. После того как Sega отложила работы над ремейком Phantasy Star 4, североамериканский релиз трилогии был отменён. Это первая игра, выпущенная для сборника Sega Ages.
В США и Европе был намечен релиз от Conspiracy Games, позднее анонсируемый как часть Phantasy Star Trilogy, составленный из ремейков на Phantasy Star, Phantasy Star II и Phantasy Star IV. Будущее компиляции является неопределённым, поскольку Sega по всей видимости забросила планы по разработке ремейка на Phantasy Star IV, в пользу компиляции из повторов оригинальных четырёх игр.
Phantasy Star Generation 1 имеет новый графический дизайн, аранжированные версии мелодий из оригинальной версии игры и конкретизированные диалоги, которые лучше раскрывают персонажей и общую историю. На начальных этапах разработки персонажи и монстры в бою показаны в стиле SD; позднее их стиль стал более похож на оригинальный.
В игре присутствует функция Consultation, позволяющая членам партии общаться и помогать игрокам для определения следующего хода действий. В пункте Atlas автоматически отображаются подземелья, заметно изменённых по сравнению вручную нарисованных карт в оригинальной игре. Ближе к концу игры игроки могут купить сборник саундтреков, чтобы послушать музыку из игры на досуге. Наконец, прохождение игры позволяет игроку создать системный файл, сохраняющий игру и разблокирующий бонус в Phantasy Star Generation 2.

### Технические характеристики
В игре используются четыре мегабита (512 килобайт) ПЗУ, что было в несколько раз больше, чем в самых ранних играх Master System. Кроме того, пять игр может быть сохранены с батарейной поддержкой RAM чипа. Разработанная игра по объёму была относительно большой.
Стоит также отметить, что в японском выпуске использовались возможности FM-звука, осуществляемого чипом Yamaha YM2413, встроенного в дополнительный модуль Sega Mark III и в японской системе Sega Master System. Однако, поскольку для Северной Америки и стран территории PAL не было этого аппаратного чипа, за пределами Японии использовался только саундтрек PSG. Японский релиз на Virtual Console даёт возможность переключения между двумя звуковыми дорожками, даже для тех, кто живёт за пределами Японии (североамериканский и европейский выпуски Virtual Console не содержит FM звук).

## Критика
| Сводный рейтинг    | Сводный рейтинг                                                          |
| Агрегатор          | Оценка                                                                   |
| ------------------ | ------------------------------------------------------------------------ |
| GameStats          | 9,0 / 10                                                                 |
| Иноязычные издания |                                                                          |
| Издание            | Оценка                                                                   |
| 1UP.com            | 92 % (Франция)                                                           |
| AllGame            | 5 из 5 звёзд · 5 из 5 звёзд · 5 из 5 звёзд · 5 из 5 звёзд · 5 из 5 звёзд |
| CVG                | 75 %                                                                     |
| IGN                | 8,5 / 10 (Wii)                                                           |
| Game Freaks 365    | 9,5 / 10                                                                 |
| JeuxVideo          | 18 / 20 (Master System) 18 / 20 (Wii)                                    |
| RPGamer            | 10 / 10                                                                  |
| Sega Pro           | 90 %                                                                     |
| Shin Force         | 9,1 / 10                                                                 |

«Phantasy Star» по праву является стандартом ролевых видео игр и была хорошо принята игроками со времени её выпуска по настоящее время. В 2006 году Electronic Gaming Monthly поместил игру на 26 место в «Списке 200 величайших игр всех времён». Это — вторая по списку RPG; выше неё только Phantasy Star Online на 21 месте. Успех оригинальной игры привёл к разработке продолжения и последующего создания целой серии.
В 1988 году Computer Gaming World, обозревая игру, охарактеризовал её как 4-мегабайтный картридж Sega с функцией «космических путешествий и многоуровневых трёхмерных подземелий». Позже, в 1990 году, Рой Р. Адамс (который работал над серией игр Wizardry) написал в Computer Gaming World, что эта игра — «большой выстрел в руку Sega», заявив что «общепринятое мнение — огромное внимание к игре стало причиной более позднего появления 16-битной приставки Sega Genesis, на прошлое Рождество». Он описал игру как «другую» и что это была «научно—фантастическая игра с аккуратной витиеватой местностью, хорошим звуком, большого выбора брони, оружия и заклинаний и прочих вкусностей». Он также высоко оценил «командную концепцию», где «на протяжении всей игры персонажи присоединяются к команде игроков, чтобы помочь ему/ей одержать победу, каждый из который дарует необычные навыки и магические способности». Он также высоко оценил «фантастическую боевую систему», отметив что «Не Dungeon Master, но система хорошая и это одна из лучших графических боевых систем, когда либо виденных».
В первом выпуске Electronic Gaming Monthly, выпущенном в мае 1989 года, Phastasy Star помещена на 2 место в списке «Топ 10 игр» (впереди только Blaster Master для NES), охарактеризовав её как «новое поколение приключенческих ролевых игр, которые могут установить стандарт для будущих серий RPG». Журнал Sega Pro дал оригинальной игре 90 %, в то время как RPGamer дал игре высший балл — 10 из 10, в 2007 году. Nintendo Power похвалил игру, заявив что "Phantasy Star вырвалась из рамок Dragon Quest / Dungeons & Dragons, рассказывавших о короле Артуре благодаря скрещению фэнтези и научной фантастики. Среди других достижений было внедрение персонажей с реальными чертами личностей, включение сюжетных сцен и представление псевдотрёхмерных подземелий, которые были техническим прогрессом в то время. Это также одна из первых игр, в которой показаны анимированные встречи с монстром и возможны межпланетные путешествия.
Важным новшеством Phastasy Star, которое впоследствии станет нормой для других игр, являлись уже подготовленные персонажи с собственной предысторией, в противовес таким играм, как Wizardry, где игрок сам создавал своего героя. Boys' Life в 1988 году предсказал, что Phantasy Star (наряду с The Legend of Zelda) могут представлять будущее домашних видео игр сочетающих качества аркадной и компьютерной игры. Критики и поклонники также отмечают, что Алис — одна из первых главных героев—женщин, наряду с Самус Аран из Metroid и Чунь Ли из Street Fighter, которая путешествует не ради любви или сокровищ, а лишь из чувства личной мести. Она рассматривается как отличный пример хорошо проработанного основного женского персонажа.